# Lionello Accrocciamuro
Lionello Accrocciamuro o Leonello Accrocciamuro (... – 1458) è stato un condottiero italiano, conte di Celano e barone di Carapelle Calvisio.

## Biografia
Lionello Accrocciamuro (conosciuto anche come Leonello Acclocciamuro, o Acclozamora, o Accrocciamura), nacque in data sconosciuta da Rinaldo/Riccardo Accrocciamuro e da una sorella di Jacopo Caldora, il cui nome è ignoto. Aveva un fratello, Cola Antonio, barone di Carpineto Sinello, e una sorella, Giovannella, moglie di Princivalle di Sangro. Formatosi nella compagnia di ventura di suo zio Jacopo Caldora, per gran parte della propria vita servì fedelmente gli Angioini del Regno di Napoli. Nell'ottobre del 1436 fu sorpreso a Pescara da alcuni capitani dell'esercito degli Aragonesi e fatto prigioniero. Liberato poco dopo, ricevette l'incarico da Giovanni Maria Vitelleschi di condurre le truppe del cugino Antonio Caldora fino a Marigliano, ma non riuscì a portarlo a termine perché venne attaccato da Orso Orsini e fu costretto a rifugiarsi a Napoli. Inviato in Capitanata a soccorrere Francesco Sforza, sebbene inferiore di forze, assalì il 10 luglio 1441 a Troia l'accampamento di Alfonso V d'Aragona; ebbe la peggio, ma ottenne che l'avversario levasse l'assedio alla città e si ritirasse a Biccari. Cacciato Renato d'Angiò, fu obbligato a servire gli Aragonesi, divenuti i nuovi sovrani del Regno di Napoli. Nel 1452 si ritrovò a scortare fino a Napoli Federico III d'Asburgo per il ricevimento di re Alfonso. Lionello Accrocciamuro morì nel 1458 ed i suoi possedimenti vennero ereditati dal figlio primogenito Ruggero.

## Discendenza
Sposò nel 1440 Jacovella da Celano, discendente dei Conti dei Marsi, costei alle terze nozze, la quale gli portò in dote la contea di Celano e gli diede due figli e una figlia, Ruggero, Pietro ed Isabella, quest'ultima moglie di Guglielmo del Balzo.

## Opere

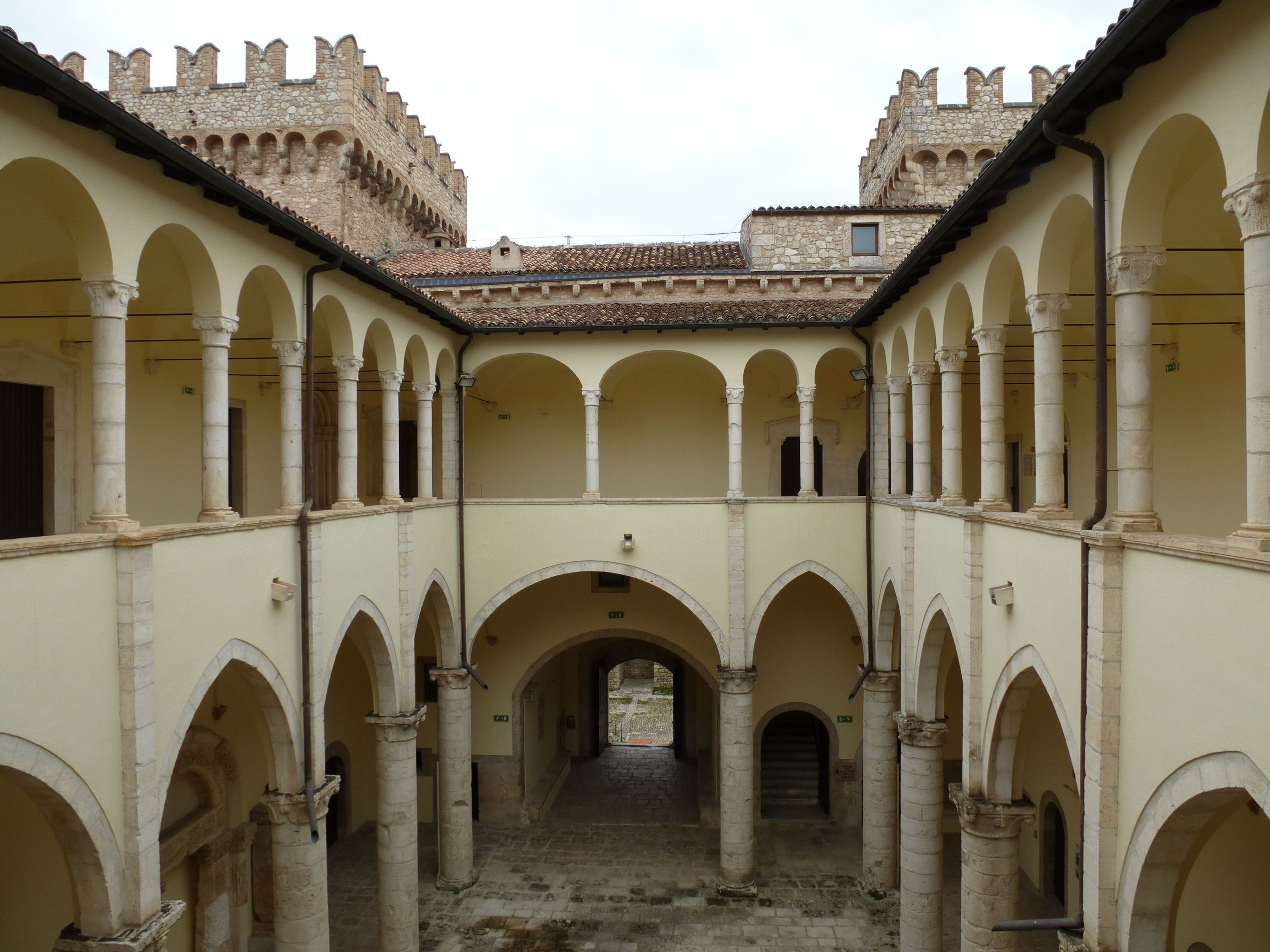
Loggiato interno del castello di Celano

Lionello fece realizzare le opere che si ergono fino alla loggia del castello di Balsorano, fare interventi alla chiesa di Santa Maria delle Grazie e a quella di Sant'Angelo di Celano e completare il castello di Celano nel 1451, facendo edificare il piano nobile, le quattro torri angolari e le caratteristiche merlature e conferendo alla struttura l'aspetto contemporaneo. Sotto il suo dominio fece infine regolarizzare dagli Aragonesi il tratturo Celano-Foggia, potenziando questa via pastorale tanto da farla divenire un cardine dell'economia celanese.